# Agrostis punicea
Agrostis punicea é uma espécie de gramínea do gênero Agrostis, pertencente à família Poaceae.